# Mysingsö
Mysingsö är en tidigare tätort i Oskarshamns kommun i Kalmar län, cirka 4 km sydost om centrum av Oskarshamn. Vid 2015 års tätortsavgränsning hade bebyggelsen vuxit samman med Oskarshamns tätort.

## Befolkningsutveckling
| Befolkningsutvecklingen i Mysingsö 1990–2010                         | Befolkningsutvecklingen i Mysingsö 1990–2010 | Befolkningsutvecklingen i Mysingsö 1990–2010 | Befolkningsutvecklingen i Mysingsö 1990–2010 | Befolkningsutvecklingen i Mysingsö 1990–2010 |
| -------------------------------------------------------------------- | -------------------------------------------- | -------------------------------------------- | -------------------------------------------- | -------------------------------------------- |
|                                                                      |                                              |                                              |                                              |                                              |
| År                                                                   |                                              |                                              | Folkmängd                                    | Areal (ha)                                   |
| 1990                                                                 | 1990                                         |                                              | 222                                          | 19#                                          |
| 1995                                                                 | 1995                                         |                                              | 371                                          | 31                                           |
| 2000                                                                 | 2000                                         |                                              | 402                                          | 31                                           |
| 2005                                                                 | 2005                                         |                                              | 398                                          | 31                                           |
| 2010                                                                 | 2010                                         |                                              | 385                                          | 31                                           |
| Anm.: Ny tätort 1995. Sammanvuxen med Oskarshamn 2015. # Som småort. |                                              |                                              |                                              |                                              |